# Новый Франкенштейн
«Новый Франкенштейн» (англ. Frankenstein) — телевизионный фильм ужасов 2004 года режиссёра Маркуса Ниспеля. Экранизация классической истории о Франкенштейне и его монстре, перенесённой в XXI век.
Сюжет основан по мотивам романов известного американского писателя Дина Кунца, из цикла о Викторе Гелиосе — Франкенштейне.

## Сюжет
Благодаря своим опытам и экспериментам Виктору Франкенштейну удалось освоить генетическое перепрограммирование человеческого организма, дающее человеку возможность жить более продолжительное время. Таким образом с периода первоначальных событий истории прошло уже 200 лет и Франкенштейн сменил своё имя на Гелиос и живёт в Новом Орлеане. В это время в городе начинают происходить серийные убийства, имеющие весьма специфическую особенность — из тела жертвы очень профессионально удаляется какой-либо орган. А среди жертв имеется охранник городской библиотеки, который имел не менее специфичные особенности своего тела — у него было два сердца и чрезвычайно прочный скелет.
Расследованием обстоятельств совершения преступлений занимается пара детективов, а также ещё группа детективов, среди которых один постоянно хочет прибрать дело под своё командование. Вскоре в контакт с несколькими детективами входит Деукалион, заявляющий что он является первым созданием Франкенштейна. Деукалион предлагает свою помощь в расследовании, самим же созданием движет давняя жажда мести. В это время, пока герои пытаются во всех фактах и событиях, в морге во время пожара при странных обстоятельствах сгорает тело одной из жертв серийного убийцы — охранника библиотеки.

## В ролях
| Актёр           | Роль                     |
| --------------- | ------------------------ |
| Паркер Поузи    | детектив Карсон О’Коннер |
| Венсан Перес    | Деукалион                |
| Томас Кречман   | Виктор Гелиос            |
| Адам Голдберг   | детектив Майкл Слоан     |
| Ивана Миличевич | Ерика Гелиос             |
| Майкл Мэдсен    | детектив Харкер          |